# 夢幻西遊 (動畫)

《梦幻西游之天命之路》宣傳海報

《夢幻西遊》是一系列中國3D奇幻冒險武俠電視動畫劇集，由蓝弧文化製作，網易出品及發行，改編自網易同名網路遊戲以及其新資料片《梦幻西游2》，同時為遊戲十一周年紀念之作。該動畫講述人間三界的十五位英雄挺身而出，共同對抗破除五百年封印的蚩尤。第一季《梦幻西游之天命之路》2014年12月26日在愛奇藝、騰訊視頻、優酷和芒果TV等網路平台播出；共13集。《天命之路》獲得觀眾歡迎後，動畫又製作了三季，依序為《梦幻西游之化境飞升》（2015年4月10日）、《梦幻西游之雷怒危机》（2016年8月12日）和《梦幻西游之天命之战》（2016年9月22日）。
蓝弧2015年宣告推出番外電影版，預定2017年在中國上映，但最後不了了之。

## 登場人物

### 天命之人
劍俠客
大唐官府弟子，人族。浪蕩不羈、爽朗熱血的江湖少俠，夢想成為蓋世英雄，樂於行俠仗義，在乎同伴，但個性單純、喜怒形於色且時常自負、衝動而陷入危機。同伴中與骨精靈關係較好，時常與她拌嘴。使用兵器為劍，法術包括「横扫千军」、「后发制人」、「破血狂攻」和「破釜沉舟」。
骨精靈
來自陰曹地府，魔族，由不死白骨幻化而成。有時被劍俠客簡稱為「骨頭」，個性活潑、調皮、古靈精怪，喜歡惡作劇（特別是對關係較好的劍俠客）。前生為蚩尤的頭骨所化，之後轉而對抗其。使用兵器為爪刺，法術包括「修罗隐身」、「判官令」、「阎罗令」和「黄泉之息」。
龍太子
東海龍宮太子兼皇位繼承人，仙族，東海龍王兒子。身份尊貴但毫無架子，溫柔、倔強，同伴中與飛燕女關係較好，也格外關心她。因皇位繼承人的身份而曾受自己尊敬的皇兄忌妒。使用兵器為槍矛，法術包括「龙腾」、「龙卷雨击」和「双龙戏珠」。
飛燕女
女兒村弟子，人族。身輕如燕且擅長暗器，生性活潑、聰明、熱愛大自然，從小受寵，有時嬌蠻任任性。同伴中與龍太子關係較好。使用兵器為雙環和飛鏢，法術包括「漫天花雨」、「似玉生香」和「雨落含沙」。
逍遙生
化生寺弟子，人族。温文儒雅、足智多謀、重視禮節、熱愛佛法的正人君子；文武雙全，身手矯健，擅於給予同伴輔助。使用兵器為扇，法術包括「推气过宫」、「金刚护体」、「解毒」、「金刚护法」和「渡世步」。
虎頭怪
獅駝嶺弟子，魔族，老虎獸人。外貌兇悍，容易動怒且好戰，本性善良，性情憨厚、豪邁，且害怕蜘蛛。使用兵器為斧鉞（第一季時使用巨镰），法術包括「鹰击」、「狮搏」和「连环击」。
巨魔王
魔王寨弟子，魔族。身材魁武壯碩、武藝高強的部族領袖，冷靜沉著、威武自負；原是戰爭遺孤，被魔王寨首領收養。曾一度誤會英女俠的父親為殺害首領的仇人。使用兵器為刀，法術包括「三昧真火」和「飞沙走石」。
狐美人
來自盤絲洞，魔族。居於深山中修練的灵狐美女，個性直爽、自傲，擁有迷倒眾生的美貌；同伴中特別欣賞不貪戀自己美貌的逍遙生。使用兵器為鞭，法術包括「含情脉脉」、「天罗地网」和「瘴气」。
神天兵
來自五莊觀，仙族。與舞天姬一起效忠天庭，忠肝義膽、有話直說，但堅毅到有些固執，總先發制人，曾為此將龍太子當成犯人。使用兵器為錘，法術包括「日月乾坤」和「烟雨剑法」。
玄彩娥
普陀山弟子，仙族。先祖是女娲娘娘座下的仙女，擁有一對蝶翼的百花仙子，形象清純可愛，總抱持樂觀的態度。使用兵器為魔棒，法術包括「日光华」、「巨岩破」、「波澜不惊」、「普度众生」和「灵动九天」。
舞天姬
隸屬天宮，仙族。溫柔文靜的仙女大姐姐，可靠穩重、負有耐心，喜歡照顧人，與神天兵一起效忠天庭。使用兵器為飄帶，法術包括「五雷轰顶」、「错乱」和「雷霆万钧」。
英女俠
方寸山弟子，人族。善於符法、英姿颯爽的堅毅女俠，一心效仿父親英將軍為國效勞，但時常嚴肅到令人沒法放鬆。使用兵器為雙短劍，法術包括「分身术」、「飞行符」、「失魂符」、「追魂符」、「定身符」、「落雷符」和「碎甲符」。
巫蠻兒
隸屬神木林祭司一脉，人族。天生靈力高強、成熟懂事的祭司少女，質樸單純且善良，深愛自己生長的家園並堅守使命，因而少許與外界接觸。使用兵器為寶珠，法術包括「冰川怒」和「落叶萧萧」。
殺破狼
無底洞弟子，魔族，极北之地雪原之王银狼王的独子。外表俊美，個性冷傲、瀟灑、沉默寡言，身世神秘，實力超群。同伴中特別關心冒險前早已結識的巫蠻兒。使用兵器為弓弩，法術包括「夺命咒」。
羽靈神
隸屬凌波城，仙族，梧桐仙居中的凤凰仙。性格勇敢、熱血、重情重義，天生不像族人那樣長有翅膀，但仍無視異樣眼光，熱衷於鍛鍊。同伴中特別關心英女俠。使用兵器為法杖，法術包括「天崩地裂」、「翻江倒海」和「天神怒斩」。

### 蚩尤陣營
蚩尤
上古不死战神，狂暴兇殘，力量強大，能影響世間妖怪。曾敗於轩辕黄帝，憑藉三界的邪念重生，五百年前降临神州大地，被十五位天命之人封印於武神坛。五百年時光流逝，自身散發的戾氣仍影響神州大地，封印逐漸鬆動下，派遣手下對付現在的天命之人，企圖重生、毀滅蒼生。
九头精怪
蚩尤的手下之一，鳥頭妖怪，以劍為武器，性情冷血、殘暴，一心想獲得蚩尤的青睞。
白骨精
蚩尤的手下之一，擁有易容能力，能利用水晶球召喚蜈蚣妖怪大軍。
炎魔
蚩尤的手下之一，地府之火成精的火妖，能釋放火焰攻擊。
噬天虎王
蚩尤的手下之一，噬天虎的領頭，實力強勁。
修罗傀儡
蚩尤的手下之一，喜歡吹笛子、陰險狡詐、形似阿修羅的妖怪，協助蚩尤喚醒上古神龍「雷怒」。
夜罗刹
蚩尤的手下之一，紅髮女妖，協助蚩尤喚醒雷怒。
金身罗汉
蚩尤的手下之一，為成佛而棄善投惡的前高僧，武功高強，協助蚩尤取得乾坤九曜图。
狂豹
蚩尤的手下之一，來自波月洞，能變身成豹型態，以雙爪為武器，獲得蚩尤的一部分力量強化。

### 其他人物
雷怒
上古時代為黄帝的布雨神龍，因犯錯而被囚禁，直到被蚩尤解救而欠他人情。五百年後，被修罗傀儡放出，為還人情而摧毀神木林的神樹。
丹青生
居無定所、遊走三界的道人，持有乾坤九曜图。

## 音樂
| 曲序 | 曲目                         |                | 作曲           | 演唱   |
| ---- | ---------------------------- | -------------- | -------------- | ------ |
| 1.   | 為愛追尋（第一、四季主題曲） | 沈虹妤         | 趙婧含、李嘉徵 | 朱婧汐 |
| 2.   | 戀西遊（第二季主題曲）       | 方文山         | 畢曉笛         | TFBOYS |
| 3.   | 入夢（第三季主題曲）         | 張志林、王蔚芝 | 張志林         | SNH48  |

## 外部連結
- 官方网站
- 豆瓣电影上《天命之路》的資料 （简体中文）
- 豆瓣电影上《化境飞升》的資料 （简体中文）
- 豆瓣电影上《雷怒危机》的資料 （简体中文）
- 豆瓣电影上《天命之战》的資料 （简体中文）